# Saulx (Nord)
Pour les articles homonymes, voir Saulx.
Saulx est ancien village détruit en 1712 lors des opérations préliminaires de la bataille de Denain. Il est inclus désormais dans le territoire de Lourches

## Toponymie
Sauch Jacques de Guise. Salx titre de l'abbaye de Saint-Amand;847. Salix Tournoi d'Anchin; 1096.
Du gaulois salico (« saule »).

## Histoire
- en 877 Charles le Chauve donne à l'abbaye de Denain quatorze manses de ce village